# Tom Bridgeland

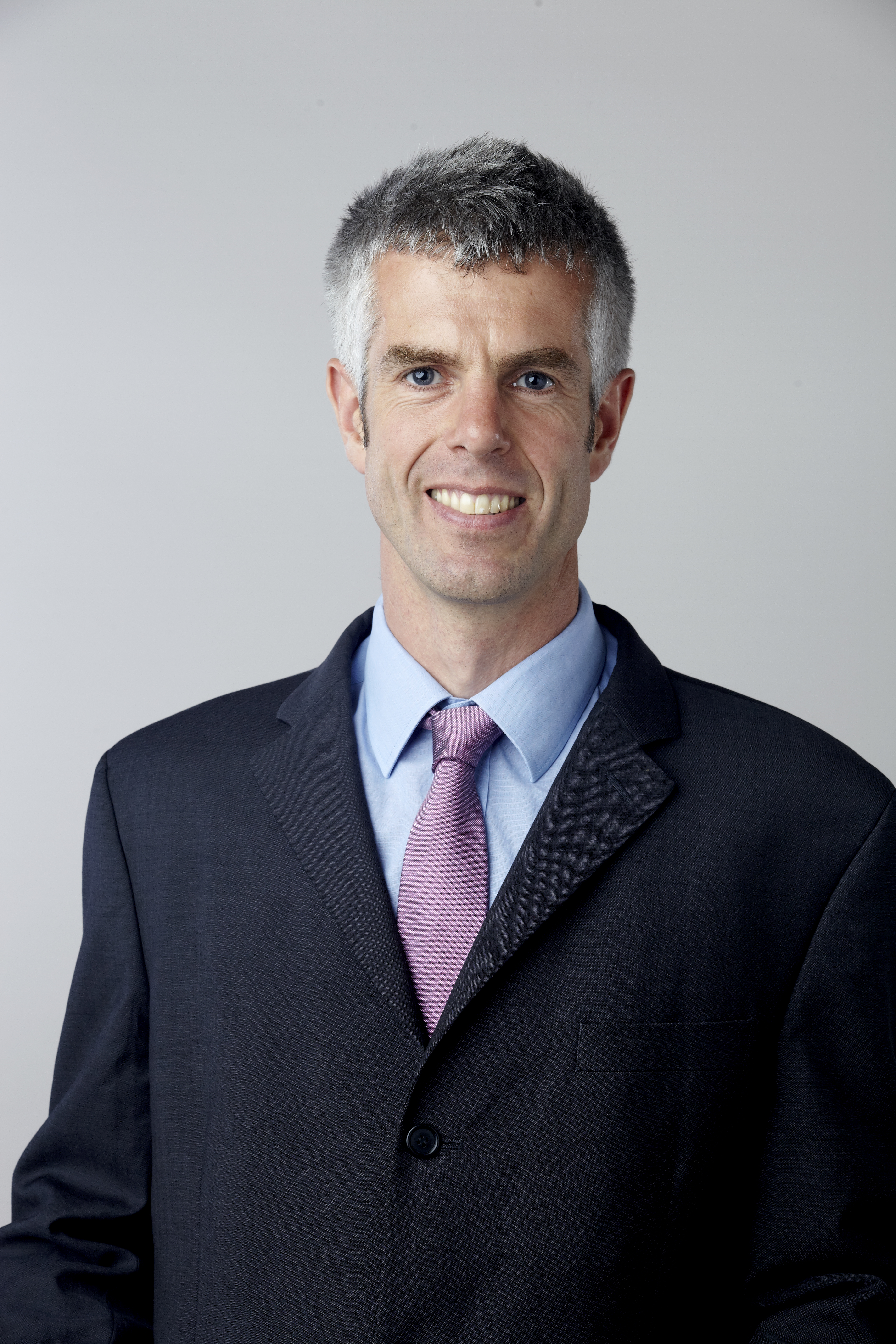

Tom Bridgeland (* um 1973) ist ein britischer Mathematiker, der sich mit Algebraischer Geometrie befasst.
Bridgeland studierte ab 1991 Mathematik an der Universität Cambridge und ging nach dem Abschluss an die University of Edinburgh, wo er 1998 bei Antony Maciocia promoviert wurde (Fourier-Mukai Transforms of surfaces and moduli spaces of stable sheaves). Danach war er dort EPSRC und Royal Society Research Fellow. Ab 2004 war er Reader und dann Professor an der University of Sheffield. Seit 2011 ist er Professor und Senior Research Fellow am All Souls College der Universität Oxford.
Er befasst sich mit Algebraischer Geometrie mit Anwendungen in der Stringtheorie (Spiegelsymmetrie u. a.). Inspiriert von Ideen in der Stringtheorie führte er Stabilitätsbedingungen triangulierter Kategorien ein und zeigte, dass diese eine Mannigfaltigkeit bilden. Als Beispiel untersuchte er die Räume von Stabilitätsbedingungen derivierter Kategorien von kohärenten Garben auf K3-Flächen.
2003 erhielt er den Berwick-Preis. 2006 war er Invited Speaker auf dem Internationalen Mathematikerkongress in Madrid (Derived categories of coherent sheaves). 2005 erhielt er den Whittaker-Preis und 2008, zusammen mit David Tong, den Adams-Preis. 2014 wurde er in die Royal Society gewählt.

## Schriften
- mit P. Aspinwall u. a.: Dirichlet Branes and Mirror Symmetry, Clay Mathematics Monographs, 2009